# Roland Penrose
Pour les articles homonymes, voir Penrose.
Roland Penrose, né le 14 octobre 1900 à Londres et mort le 23 avril 1984 à Fairley Farm (Sussex de l'Est), est un peintre, photographe et poète britannique, l'un des introducteurs du surréalisme en Angleterre et animateur du groupe surréaliste de Londres. Il est aussi connu comme l'époux de l'Américaine Lee Miller, autrice d'un reportage sur la guerre en Europe en 1944-1945.

## Biographie

### Origines familiales et formation
Né dans le district londonien de St. John's Wood (Cité de Westminster), Roland Penrose est l'un des enfants de James Doyle Penrose (1862-1932), peintre originaire d'Irlande assez connu à l'époque victorienne. Un des frères de Roland est Lionel Penrose (1898-1972), médecin, mathématicien et joueur d'échecs.
Il est élevé par sa mère, Elizabeth Peckover, fille d'un riche banquier, dans le strict respect des principes des quakers. 
En 1918, à la fin de la Première Guerre mondiale, étant objecteur de conscience, conformément à ces principes, Roland s'engage dans le corps des ambulanciers et sert en Italie à partir de septembre 1918.
Il fait ensuite des études d'architecture à l'université de Cambridge, au Queen's College. Mais il se tourne finalement vers la peinture.

### Entre-deux-guerres
Il s'installe en France en 1922. À Paris, il rencontre les surréalistes[Qui ?], ainsi que l'artiste Valentine Boué, qu'il épouse en 1925. Il est alors proche de Pablo Picasso, de Max Ernst et de Wolfgang Paalen. 
Lui et son épouse se séparent en 1934 (en 1936, elle part dans un ashram en Inde avec la peintre Alice Rahon et ils divorcent en 1937). 
En 1936, il rentre à Londres, s'installant dans le quartier branché de Hampstead. Avec le poète David Gascoyne, il organise la première exposition internationale du surréalisme, qui s'ouvre le 11 juin et qui est l'occasion de former un groupe de surréalistes anglais. 
En décembre 1936 et janvier 1937, les œuvres de Penrose sont présentées au Museum of Modern Art de New-York dans le cadre de l'exposition Fantastic Art, Dada, Surrealism. 
En 1937, il rencontre la photographe et journaliste américaine Lee Miller avec qui il entame une liaison à partir de 1939. 
En 1938, il devient le secrétaire et le trésorier de la London Gallery et le corédacteur du London Bulletin. Au mois d'octobre 1938, avec André Breton, Max Ernst et E. L. T. Mesens, il organise la première exposition surréaliste aux Pays-Bas, à Amsterdam. Il participe aussi à la tournée du tableau Guernica de Picasso, destinée à lever des fonds pour la République espagnole, en guerre depuis 1936 contre le soulèvement du général Franco.

### Seconde Guerre mondiale
Pendant la guerre, Lee Miller entre à Vogue (édition britannique) et réussit en 1944 à s'imposer comme journaliste de guerre, bien que les autorités militaires soient hostiles à la présence d'une femme sur le front. 
De son côté, Roland Penrose s'engage dès le début de la guerre (septembre 1939) dans l'ARP (Air Raid Precautions), puis devient un spécialiste du camouflage, sujet qu'il enseigne d'abord aux membres de la Home Guard au centre d'Osterley Park. Il est promu au grade de capitaine du corps du Génie (Royal Engineers). Il est ensuite affecté à l'école de camouflage de Norwich (Norfolk, au nord-est de Londres), puis au centre du château de Farnham dans le Surrey (au sud-ouest de Londres).
Il sollicite un poste au ministère des Affaires étrangères, mais est refusé, peut-être en raison d'une enquête lancée par le MI5 sur Lee Miller.
Parallèlement, il continue d'avoir une activité artistique. Notamment, aux côtés de Mesens, il participe à la rédaction du manifeste Idolatry and Confusion, publié en 1943 et réédité en 1944, cosigné par Jacques Brunius.

### Après-guerre
Il édite une traduction de Poésie et vérité de Paul Éluard et collabore à l'unique numéro de la revue Free Unions (1946). En 1947, il produit la représentation du Désir attrapé par la queue de Pablo Picasso à la London Gallery et organise la participation du groupe anglais à l'exposition internationale surréaliste de la galerie Maeght à Paris. Il crée aussi l'Institute of Contemporary Arts à Londres. 
Toujours en 1947, il épouse Lee Miller, rentrée de son reportage sur la fin de la guerre en Europe. Le 9 septembre, elle donne naissance à Anthony, leur fils(1947-).

## Œuvres

### Arts plastiques
- Le Dernier Voyage du capitaine Cook, 1936, sculpture
- The Dew Machine (La Machine à faire la rosée), 1936, objet[pas clair]
- Phalènes magnétiques, 1938, cartes postales illustrées et répétitives

### Livres
- Portrait of Picasso, Londres, Humphries, 1956, 88 p. Notice BNF 34938191
- Pablo Picasso. His Life and Work, Londres, Gollancz, 1958, 392 p. Notice BNF 32516381
  - Traduction en français : Picasso, 1962 (édition révisée : 1971)[réf. nécessaire]
- La Vie et l'œuvre de Picasso, traduction de Célia Bertin, Paris, Grasset, 1961, Notice BNF 33131905
- Picasso à l'œuvre Picasso at work (photographies d'Edward Quinn, introduction et commentaires de Roland Penrose), Zurich, Manesse, sd, 20 p. Notice BNF 33131902

## Distinctions
- Knight Bachelor

Roland Penrose est élevé au rang de Commandeur de l'Ordre de l'Empire britannique le 27 décembre 1960 et fait chevalier le 11 mars 1966.